# Border Gateway Protocol
BGP (англ. Border Gateway Protocol, протокол граничного шлюза) — протокол динамической маршрутизации.
Относится к классу протоколов маршрутизации внешнего шлюза (англ. EGP — Exterior Gateway Protocol).
На текущий момент является основным протоколом динамической маршрутизации в сети Интернет.
Протокол BGP предназначен для обмена информацией о достижимости подсетей между автономными системами (АС, англ. AS — autonomous system), то есть группами маршрутизаторов под единым техническим и административным управлением, использующими протокол внутридоменной маршрутизации для определения маршрутов внутри себя и протокол междоменной маршрутизации для определения маршрутов доставки пакетов в другие АС. Передаваемая информация включает в себя список АС, к которым имеется доступ через данную систему. Выбор наилучших маршрутов осуществляется исходя из правил, принятых в сети.
BGP поддерживает бесклассовую адресацию и использует суммирование маршрутов для уменьшения таблиц маршрутизации. С 1994 года действует четвёртая версия протокола, все предыдущие версии являются устаревшими.
BGP, наряду с DNS, является одним из главных механизмов, обеспечивающих функционирование Интернета.
BGP является протоколом прикладного уровня и функционирует поверх протокола транспортного уровня TCP (порт 179). После установки соединения передаётся информация обо всех маршрутах, предназначенных для экспорта. В дальнейшем передаётся только информация об изменениях в таблицах маршрутизации. При закрытии соединения удаляются все маршруты, информация о которых передана противоположной стороной.

## Формат сообщения
Сообщение BGP начинается с заголовка, после которого, в зависимости от типа сообщения, могут следовать данные. Максимальная длина сообщения — 4096 октетов, минимальная — 19 октетов. Заголовок сообщения содержит следующие поля:
- Маркер (16 октетов) — используется для совместимости, должен быть заполнен единицами;
- Длина (2 октета) — длина сообщения в октетах, включая заголовок;
- Тип (1 октет):
  - 1 — Открытие;
  - 2 — Обновление информации;
  - 3 — Оповещение;
  - 4 — Сохранение соединения.

### Открытие
Первое сообщение после установки соединения должно быть «Открытие». Если сообщение успешно обработано, в ответ будет послано «Сохранение соединения». В дополнение к заголовку BGP сообщение «Открытие» содержит следующие поля:
- Версия (1 октет) — версия протокола, текущее значение 4;
- Моя система (2 октета) — номер автономной системы;
- Интервал времени (2 октета) — максимальный интервал времени в секундах между получением сообщений «Обновление информации» или «Сохранение соединения»;
- Идентификатор отправителя (4 октета) — устанавливается равным IP-адресу;
- Длина дополнительных параметров (1 октет);
- Дополнительные параметры:
  - Тип параметра (1 октет);
  - Длина параметра (1 октет);
  - Значение параметра.

### Обновление информации
Сообщение «Обновление информации» предназначено для передачи информации о маршрутах между АС. Сообщение может указывать новые маршруты и удалять неработающие. Структура сообщения:
| Бит | Значение                                           |
| --- | -------------------------------------------------- |
| 0   | 1 – дополнительный, 0 – стандартный                |
| 1   | 1 – транзитивный (для стандартных всегда 1)        |
| 2   | 1 – информация частичная, 0 – полная               |
| 3   | 1 – поле длины атрибута два октета, 0 – один октет |
| 4   | не используются, должны быть 0                     |
| 5   | не используются, должны быть 0                     |
| 6   | не используются, должны быть 0                     |
| 7   | не используются, должны быть 0                     |

- Длина удаляемых маршрутов (2 октета);
- Удаляемые маршруты:
  - Длина (1 октет) — длина в битах префикса IP-адреса;
  - Префикс IP-адреса, дополненный минимальным количеством бит до полного октета;
- Длина атрибутов пути (2 октета);
- Атрибуты пути:
  - Тип атрибута:
    - Флаг атрибута;
    - Код атрибута;

  - Длина атрибута (1 или 2 октета, в зависимости от флага);
  - Данные атрибута;
- Информация о достижимости — список префиксов IP-адресов:
  - Длина (1 октет) — длина в битах префикса IP-адреса (нулевая длина — соответствие всем IP-адресам);
  - Префикс IP-адреса, дополненный минимальным количеством бит до полного октета.

Все атрибуты пути соответствуют всем записям в поле «Информация о достижимости».

### Сохранение соединения
Сообщение сохранения соединения должно посылаться не реже чем раз в одну третью часть максимального интервала времени между сообщениями, но не чаще чем один раз в секунду. Если интервал времени установлен равным нулю, то сообщение не должно периодически рассылаться. Сообщение не использует дополнительных полей.

### Оповещение
Оповещение посылается в случае обнаружения ошибки, при этом соединение закрывается. Сообщение содержит следующие поля:
- Код ошибки (1 октет);
- Субкод (3 октет);
- Данные.

## Процесс выбора
Процесс выбора запускается после обновления информации и служит для отбора маршрутов, предназначенных для использования локально и передачи другим маршрутизаторам, использующим BGP. Процесс использует атрибуты полученных маршрутов для оценки степени предпочтения маршрута или информации о том, что маршрут является неподходящим для занесения в базу маршрутов и должен быть исключён из процесса отбора. Процесс делится на три фазы:
- Вычисление степени предпочтения каждого полученного маршрута;
- Выбор наилучшего маршрута для каждого места назначения и занесение его в базу маршрутов;
- Передача маршрутов на другие маршрутизаторы, при этом может производиться суммирование маршрутов.